# Saturnino Segurola

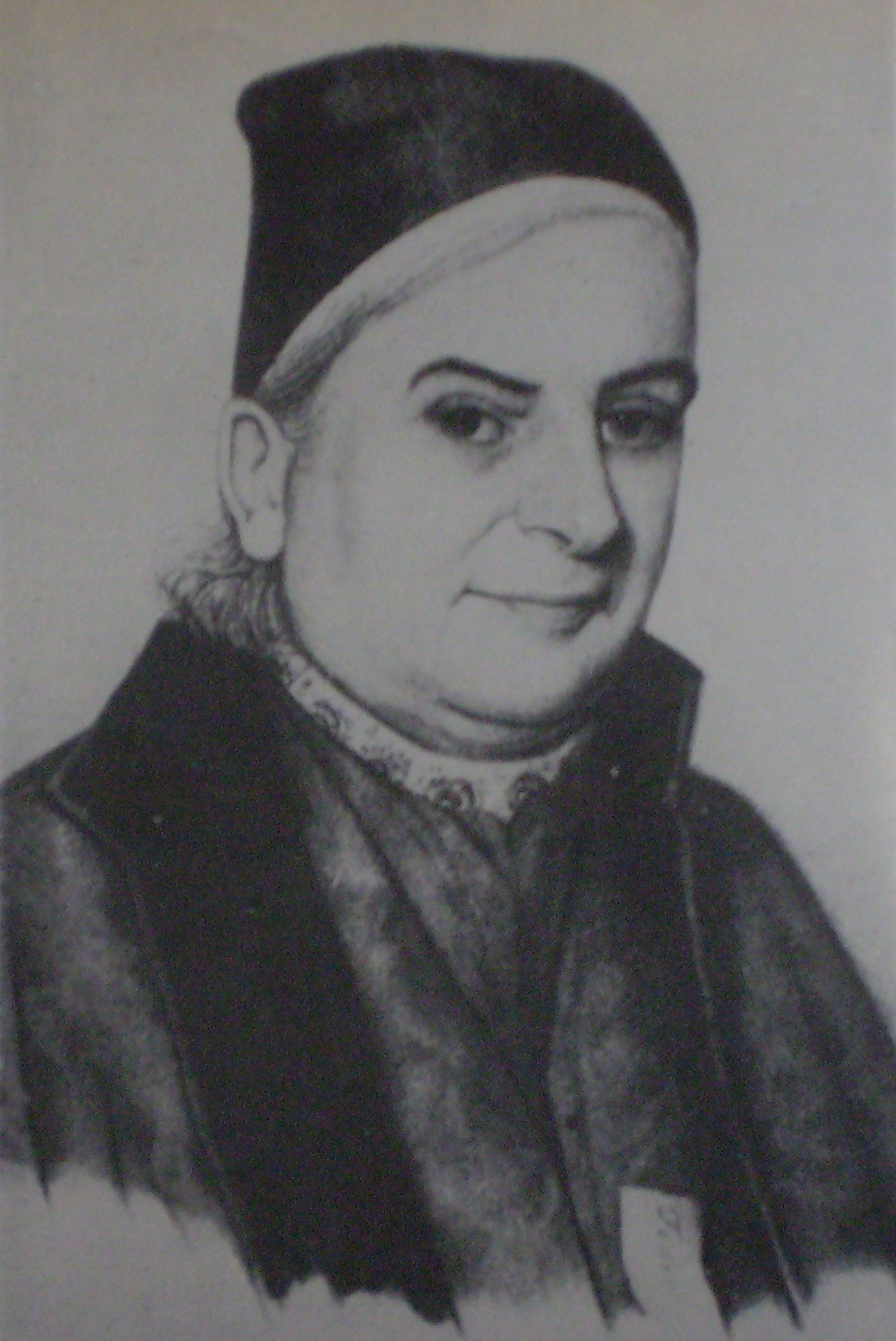
Deán Saturnino Segurola.

Saturnino del Corazón de Jesús Segurola y Lezica (Buenos Aires, Virreinato del Río de la Plata, 11 de febrero de 1776-Buenos Aires, Argentina, 23 de abril de 1854) fue un sacerdote argentino, que impulsó la vacuna antivariólica y fue director de la Biblioteca Nacional.

## Biografía
Saturnino del Corazón de Jesús Segurola Lezica fue bautizado el 12 de febrero de 1776 en la iglesia Nuestra Señora de la Merced, en la ciudad de Buenos Aires, hijo de Bernarda Lezica y de Francisco de Segurola Çelayarán y Oliden. Su padre era hermano del brigadier Sebastián de Segurola y Oliden, gobernador intendente de La Paz en 1781, cuando la sublevación de Túpac Katari.
Inició su formación en el Real Colegio de San Carlos hasta consagrarse presbítero y siguió los cursos de filosofía del doctor Mariano Medrano. En 1798 pasó a la universidad de San Felipe en Santiago de Chile, donde estudió teología hasta doctorarse. A su regreso fue párroco de la iglesia del Socorro entre 1799 y 1810. Desde joven demostró gran afición a los estudios históricos, coleccionando documentos y obras muy valiosas. Fue el introductor y gran difusor de la vacuna antivariólica en Chile y Argentina. En este último país fue nombrado el 13 de setiembre de 1810, por la Primera Junta luego de la Revolución de Mayo como bibliotecario de la Biblioteca Pública hasta que fuera nombrado diputado a la Asamblea Constituyente hacia fines de 1812. Al año siguiente el Triunvirato lo nombró director general de Vacuna en la ciudad y la campaña.
En 1817 fue nombrado administrador de la Casa de Niños Expósitos. Debido a su gran preocupación por la educación de los niños abandonados fue nombrado en 1817 inspector general de Escuelas.
En 1820, el Cabildo le confirió un asiento perpetuo con voz y voto en sus deliberaciones en gratitud a sus servicios, cargo que ocupó hasta la extinción de ese cuerpo deliberativo en 1821. Durante 16 años conservó y propagó la vacuna. Por decreto de Martín Rodríguez del 7 de setiembre de 1821 fue nombrado director de la que luego fuera la Biblioteca Nacional hasta ser sucedido por Manuel Moreno.
Participó como tesorero de la construcción de la Catedral de Buenos Aires. En 1835 donó a beneficio de la misma una casa de su propiedad. Dictaba una cátedra de anatomía. Cuando Rosas dispuso el cierre de la Casa de Expósitos, tuvo a su cargo durante algún tiempo más de 1000 niños y el sostenimiento de la misma.

## Últimos años

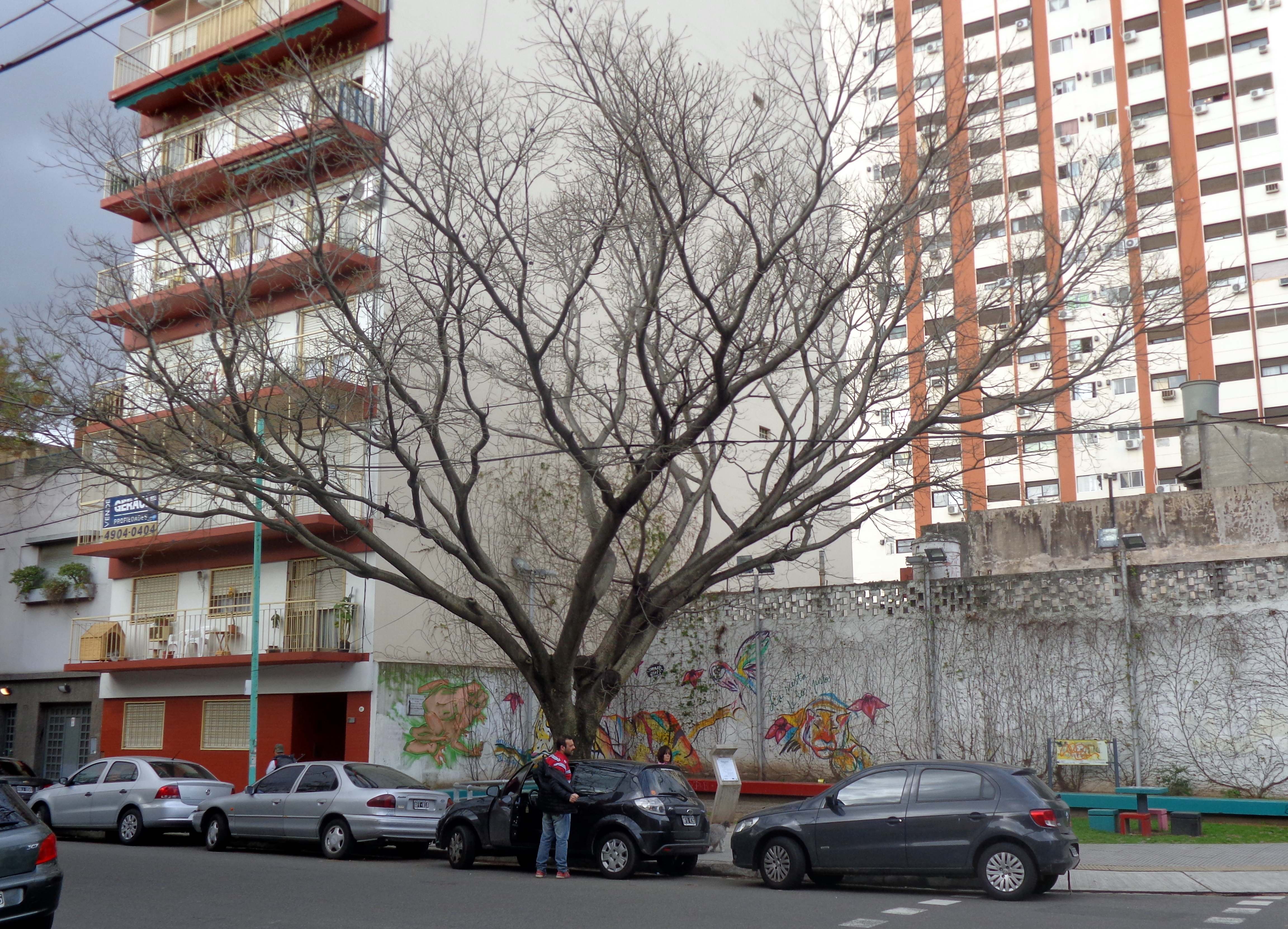
Pacará de Segurola, en 2015.

Después de Caseros, Vicente López y Planes, gobernador provisional de la provincia, lo nombró presidente del Senado Eclesiástico. El General Urquiza le otorgó una jubilación con sueldo íntegro de acuerdo a su investidura.
Pasó sus últimos años en el retiro de su hogar junto a una inmensa colección de objetos que había logrado atesorar y que fueron objeto de numerosas visitas por estudiosos que buscaban en sus mapas, manuscritos, planos originales y ejemplares de la mineralogía, flora y fauna de Argentina, referencia para sus escritos.
Falleció en su ciudad natal el 23 de abril de 1854, a la edad de 78 años.

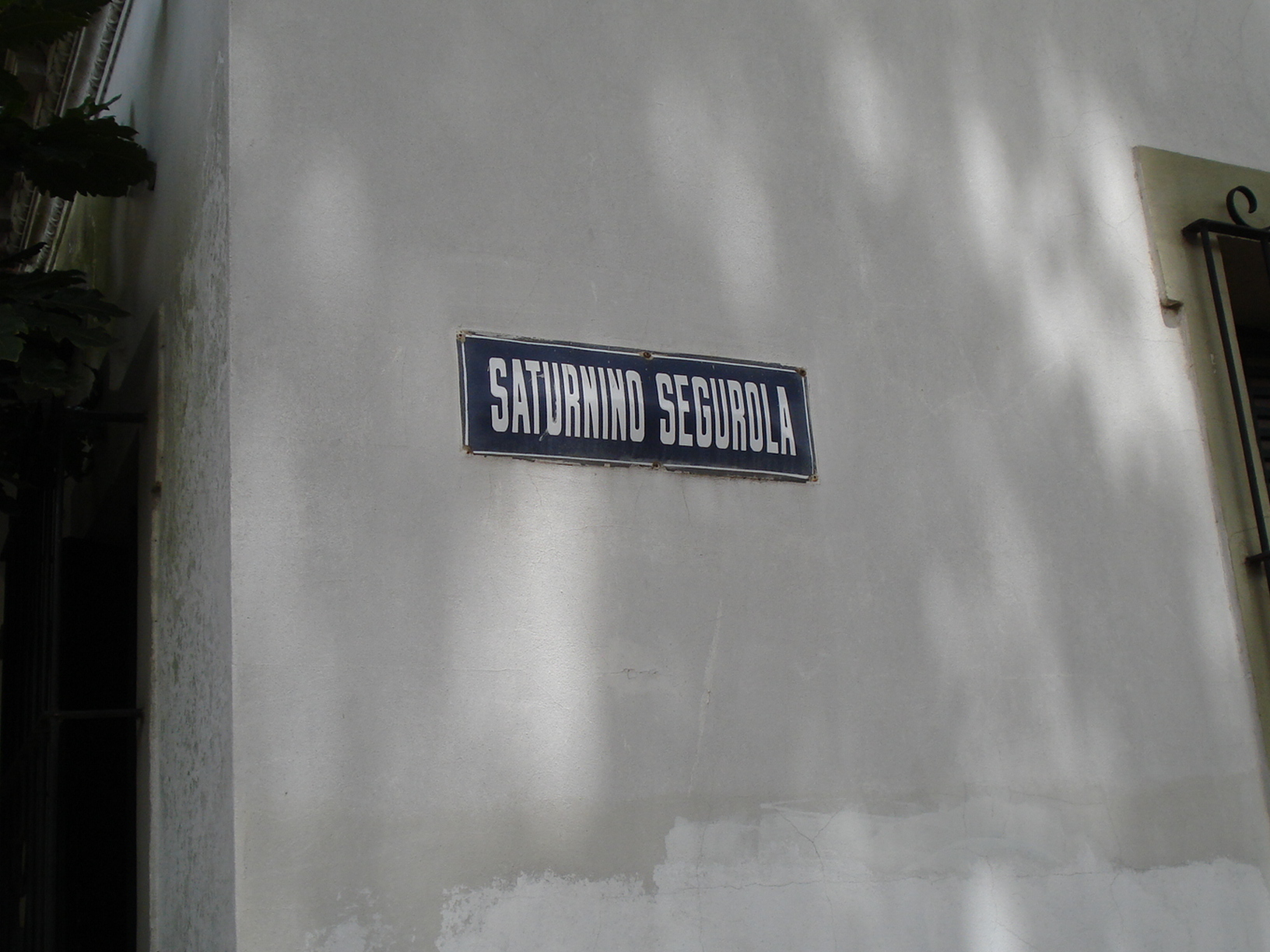
Calle Saturnino Segurola en la localidad bonaerense de Vicente López, en el partido homónimo.

Cuando en 1939 se intentó abatir el Pacará de Segurola, situado en su famosa quinta de Caballito sur en la actual esquina de las calles Puán y Baldomero Fernández Moreno (ex Monte) (Parque Chacabuco), el entonces senador de la nación Alfredo L. Palacios abogó por la conservación del histórico árbol, más viejo que la Patria misma y a cuya sombra el deán Segurola aplicaba la vacuna antivariólica en forma gratuita.
El pacará fue salvado por decreto 2232 del 4 de julio de 1946 y se conserva aún en una pequeña plazoleta de la esquina mencionada.
Una avenida de la ciudad de Buenos Aires lleva el nombre Segurola en homenaje a su labor.